# Lepturgantes pacificus
Lepturgantes pacificus là một loài bọ cánh cứng trong họ Cerambycidae.